# هنريكي كامبوس سانتوس
هنريكي كامبوس سانتوس (بالبرتغالية: Henrique Campos Santos‏) (15 ديسمبر 1990 بساو باولو في البرازيل - ) هو لاعب كرة قدم برازيلي في مركزي الهجوم والوسط. لعب مع أتلتيكو باراناينسي وجمعية بورتوغيزا الرياضية ونادي بارانا ونادي بوتافوغو اس بي ونادي 15 نوفمبر ‏ ونادي أمريكا.

## وصلات خارجية
- هنريكي كامبوس سانتوس على موقع قاعدة بيانات كرة القدم.إي يو (الإنجليزية)
- هنريكي كامبوس سانتوس على موقع Soccerway.com (الإنجليزية)